# Software gestionale
Il software gestionale rappresenta l'insieme dei software che automatizzano i processi di gestione all'interno delle organizzazioni (aziende, non profit, pubblica amministrazione). Essi si dividono principalmente in macro gruppi:
- Software di contabilità
- Software per il magazzino
- Software per la produzione
- Software per la fatturazione
- Software per l'ecommerce
- Software per il budgeting
- Software di gestione ed analisi finanziaria
- Software dedicato

Come per tutti i prodotti software ha avuto una rapida evoluzione dopo i primi anni settanta legata soprattutto alla progressiva diminuzione del costo degli elaboratori e alla diffusione della professione di sviluppatori software.
Anche la diffusione di linguaggi di programmazione con una curva di apprendimento molto ridotta come il COBOL ha accelerato il processo di diffusione portando il computer e software dedicati alla gestione aziendale sempre più vicino a tutti i lavoratori.
Intorno agli anni novanta si è assistito ad un cambiamento, il passaggio dai software di gestione con interfaccia a caratteri su terminale a quelli di nuova generazione ad interfaccia grafica, inoltre le stampe sono passate dalle tipiche a caratteri e quelle grafiche su laser.

## Software per la contabilità
Esistono centinaia di software gestionali per la contabilità.
Le funzionalità tipiche di un software gestionale per la contabilità sono:
- Gestione delle scritture in prima nota
- Gestione dei registri IVA e delle liquidazioni IVA
- Stampe e riclassificazioni del bilancio contabile
- Gestione delle partite/scadenze
- Creazione di fatture, note di credito e DDT
- Gestione fatture elettroniche

## Software per il magazzino
Un gestionale per il magazzino deve avere come minimo le seguenti funzionalità:
- Registrazione delle vendite
- Salvataggio anagrafiche clienti
- Registrazione carichi

Ogni azienda personalizza i propri gestionali aggiungendo delle funzionalità che potrebbero essere utili ai loro clienti. Fra le altre funzioni rilevanti per un'azienda ci sono: punto di riordino, ottimizzazione dell'inventario e tracciabilità del prodotto. Il punto di riordino permette di sapere quando riordinare un prodotto in modo da non rimanere senza scorte. L'ottimizzazione dell'inventario permette, fra gli altri, di selezionare la quantità del prossimo ordine e la tracciabilità di un prodotto permette di identificare un prodotto e vederne gli spostamenti.

## Software per l'ecommerce
Caratteristica sostanziale dei software gestionali per l'ecommerce e l'integrazione degli articoli e prodotti del gestionale con il negozio on line creato e gestito con software di carrello elettronico come Prestashop, Woocommerce, ecc.... Più in dettaglio le caratteristiche principali sono:
- Sincronizzazione verso il negozio on line delle categorie articoli
- Sincronizzazione di produttori con foto
- Sincronizzazione degli articoli con: Codice articolo, Descrizione articolo, Immagini articoli, Scheda tecnica articoli, Listini, offerte e promozioni, Disponibilità prodotti
- Possibilità di riservare gli articoli a determinate categorie di clienti
- Uso dei gruppi o categorie di clienti: cliente generico, rivenditori, ecc... con il relativo listino associato
- Gestione contemporanea di più negozi on line
- Gestione traduzione articoli e categorie per negozi on line multilingua
- Importazione ordini con relativo stato e modalità di pagamento

## Software per l'ecommerce più diffusi
- Pcommerce

## Software per la fatturazione
Caratteristica sostanziale dei software per la fatturazione è l'emissione della fattura a fronte di prestazioni di servizi o forniture di merci, ma più in generale:
- Emissione di vari tipi di documenti: fatture, documenti di trasporto, ordini, preventivi
- Statistica fatturato
- Generazione scadenze per l'incasso o il pagamento successivo

## Software per la produzione
Caratteristica sostanziale dei software per la produzione è la capacità di migliorare il ciclo informativo aziendale sui processi di produzione. Tipicamente i prodotti di questo tipo hanno una serie di moduli classici che sono:
- Gestione della distinta base
- Gestione dei lanci di produzione
- Gestione della raccolta dei dati della produzione

### Gestione della distinta base
La distinta base non è nient'altro che la lista dei materiali e delle lavorazioni che sono necessarie per la realizzazione di un determinato prodotto.
Esempio classico è la bicicletta. Sono necessari un telaio, due ruote, un manubrio, una forcella, i freni, i cavi dei freni, le viti per assemblare il tutto e il faretto da strada. Tra le lavorazioni abbiamo la verniciatura dei pezzi, il montaggio dei pezzi e il collaudo.
È possibile utilizzare delle sotto distinte se ad esempio anche la ruota è prodotta internamente e sarà formata dal cerchio, i raggi e il mozzo.

### Pianificazione del fabbisogno dei materiali
In ogni azienda che produce qualche cosa c'è una persona che deve rispondere a tre domande:
- Che cosa produrre?
- Quanto produrre?
- Quando produrre?
La tecnica universalmente usata per rispondere a questa domanda si chiama MRP, che viene tradotta in Italiano come Pianificazione del fabbisogno dei materiali.

### Gestione dei lanci di produzione
Nella gestione dei lanci di produzione viene calcolata, a fronte di un ordinativo di prodotti finiti, la disponibilità di magazzino con eventuale riordino della materia prima al fornitore e la necessità di andare a produrre dei semilavorati/prodotti finiti anche conto terzi.
Se ad esempio abbiamo un ordine di 50 biciclette e abbiamo a magazzino: 25 biciclette, 50 ruote e 20 telai, il lancio di produzione dirà di:
Ordinare 5 telai
Montare 25 biciclette
Consegnare 50 biciclette

### Gestione della raccolta dati di produzione
Si sono sviluppati nel tempo diversi sistemi per il rilevamento sia dei tempi di lavorazione che di stato delle lavorazioni. Questi sistemi permettono all'ufficio di produzione di calcolare l'attuale livello di avanzamento della produzione e di stabilire i carichi delle singole risorse sia umane che macchina.

## Software gestionale inteso come supporto ai processi aziendali
Un altro metodo di classificazione del software gestionale riguarda il livello di supporto all'interno di una struttura gerarchica aziendale. 
Sotto questo punto di vista individuiamo:
- Software per il supporto operativo: software dedicato al supporto dei processi operativi ed agli scambi d'informazione orizzontale tra uno o più reparti dei processi produttivi (livello più basso della scala gerarchica aziendale). Ne sono un esempio tutti i software che vengono utilizzati direttamente dagli addetti del processo di produzione: acquisizione materie prime, software per l'avvio della macchina di produzione, gestione dei work in progress...
- Software per il supporto direzionale: software dedicato al supporto di tutti i processi direzionali aziendali. Ottimizzazione degli scambi d'informazione dal livello più basso al livello più alto della scala gerarchica e viceversa. Un passaggio delle informazioni di questo tipo è detto verticale e riguarda informazioni di controllo e direzionali su un determinato processo produttivo. Un esempio sono i software che vengono utilizzati dai responsabili di un determinato processo per il controllo del numero dei prodotti venduti o, più in generale, per il controllo delle performance di processo.
- Software per il supporto strategico: software dedicato al supporto delle decisioni strategiche. Questi software sono in grado di effettuare previsioni di performance sulla base di dati storici aziendali in modo da permettere una migliore scelta strategica da parte del management.